# Lasting Weep
Lasting Weep – kanadyjski zespół jazz-rockowy i prog-rockowy, działający w latach 1968–1972 w Montrealu (Quebec).

## Historia
Zespół założyli ówcześni nastolatkowe, którymi wówczas byli: Jérôme Langlois (gitara, fortepian, klarnet)), Alain Bergeron (flet), Claude Chapleau (gitara basowa) i Mathieu Léger (perkusja). Swoją nazwę „Lasting Weep”, muzycy zaczerpnęli z poematu Paula Varleine'a pt. Chanson D'Automne (Les Sanglots Longs), tłumacząc ją na język angielski, co też miało miejsce w przypadku wszystkich grup rockowych z Quebecu. 
Początkowo kwartet wykonywał blues-rockowe utwory, m.in. z rep. Jimiego Hendrixa i Ten Years After, lecz wkrótce upodobanie to zaczęło łączyć się z formalnym, klasycznym wykształceniem muzycznym, członków zespołu oraz z ich fascynacją rockiem progresywnym (zwłaszcza z dokonaniami zespołu Jethro Tull), co skłoniło ich do pisania własnych kompozycji. W 1969 roku zyskali oni wolny czas w studiu nagraniowym (pracowali tam jako muzycy sesyjni, nagrywając głównie ścieżki dźwiękowe), aby jako Lasting Weep, nagrać 3 utwory z myślą o taśmie demo, lecz nie zdołali pozyskać zainteresowania żadnej z wytwórni płytowych, która umożliwiłaby im nagranie longplaya. Zespół zagrał wiele koncertów w kanadyjskich klubach i kawiarniach. Ważnymi wydarzeniami w karierze Lasting Weep był koncert podczas imprezy muzycznej Festival de Manseau (1970) i występ obok King Crimson w Saint Laurent College. W 1971 roku muzycy grupy rozpoczęli pracę nad rock-operą L'Albatross, lecz jej nie ukończyła, rozpadając się w 1972 roku. Wówczas to Langlois i Bergeron, zakładają zespół Maneige, zaś Chapleau zostaje producentem muzycznym, a Léger dołącza do Quatuor de jazz libre du Québec, a następnie współpracuje z Michaelem Madorem i grupą Conventum, a od 1976 roku z L'Orchestra Symphonique.
Na początku 1976 roku Jérôme Langlois opuścił formację Maneige i skończył komponowanie opery rockowej L'Albatross, przekonując dawnych muzyków Lasting Weep, a także Maneige oraz kilku instrumetalistów stanowiących progresywna śmietankę, sceny muzycznej w Quebecu – do nagrania tego utworu na płycie i występów. W lutym 1976 roku Langlois w towarzystwie kilku muzyków z Lasting weep, Maneige, Conventum, L'Engoulevent i  L'Orchestra Symphonique, a także Raôula Duguaya – zaprezentował swój epicki utwór L'Albatross podczas serii występów w Bibliotece Narodowej w Montrealu, które stały się jednym z najważniejszych wydarzeń muzycznych w historii miasta Quebec. Występy te zostały profesjonalnie zarejestrowane i zmiksowane, lecz wówczas nie ukazały się na płycie winylowej. W 2007 roku wytwórnia ProgQuébec, jako pierwsza wydała oficjalnie – zarówno wszystkie utwory formacji Lasting Weep na płycie zatytułowanej 1969–1971 (tj. nagrania demo zarejestrowane w Studio Six i Studios Hone w 1969 roku; muzyka do filmu Safari de pêche – OFQ, 1970; nagrania z koncertu w Longueuil w 1971 i muzyka do filmu matematycznego dla dzieci – ONF, 1971), jak i dzieło Langloisa L'Albatros na krążku pt. Le Spectacle De L'Albatros (pod nazwą zespołu).

## Dyskografia[4]

### Albumy
- 1969 - 1971 (ProgQuébec, 2007)
- Le Spectacle De L'Albatros 1976 (ProgQuébec, 2007)